# Secrétaire de cabinet pour la Santé et la Protection sociale
Pour les articles homonymes, voir Ministre de la Santé.
Au pays de Galles, la fonction de ministre de la Santé et des Services sociaux (Minister for Health and Social Services en anglais et Gweinidog dros Iechyd a Gwasanaethau Cymdeithasol en gallois) est une charge attribuée au membre du gouvernement responsable du système de santé public, des politiques relevant de la santé publique, de la protection sociale et de la formation médicale après l’université. Il est doté d’un poste délégué depuis 2000.
Introduite sous l’intitulé de secrétaire à la Santé et aux Services sociaux (Secretary for Health and Social Services en anglais et Ysgrifennydd dros Iechyd a Gwasanaethau Cymdeithasol en gallois) en 1999, la charge est connue sous l’appellation de ministre de la Santé et des Services sociaux ou de ministre de la Santé et de la Protection sociale (Minister for Health and Social Care en anglais et Gweinidog Iechyd a Gofal Cymdeithasol en gallois) depuis 2000. Elle n’est pas couplée à d’autres portefeuilles ministériels sauf entre 2016 et 2018 où le titulaire du poste est le secrétaire de cabinet à la Santé, au Bien-être et aux Sports (Cabinet Secretary for Health, Well-being and Sport en anglais et Ysgrifennydd y Cabinet dros Iechyd, Llesiant a Chwaraeon).
Eluned Morgan occupe cette fonction depuis 2021 dans le second gouvernement de Mark Drakeford. Elle est secondée par Julie Morgan (en) en qualité de vice-ministre de la Santé et aux Services sociaux et par Lynne Neagle (en) en qualité de vice-ministre de la Santé mentale et du Bien-être.

## Histoire

### Création et variations du poste
Le poste de secrétaire à la Santé et aux Services sociaux (Secretary for Health and Social Services en anglais) est créé lors de la formation du premier cabinet de l’Assemblée par Alun Michael le 12 mai 1999. Alors que son intitulé est conservé par Rhodri Morgan une fois devenu premier secrétaire dans le premier cabinet qu’il nomme le 22 février 2000, la fonction prend la qualité de ministre (Minister en anglais) à partir du deuxième cabinet Morgan, le 16 octobre suivant, le chef de cabinet s’étant attribué le titre de premier ministre (First Minister en anglais),,.
L’appellation de la fonction est modifiée en ministre de la Santé et de la Protection sociale (Minister for Health and Social Care en anglais) sous la IIe Assemblée dans le cadre du troisième cabinet désigné par Rhodri Morgan le 8 mai 2003. Toutefois, le titre originel de ministre de la Santé et des Services sociaux est réinstauré à partir du 31 mai 2007 par Rhodri Morgan et conservé par son successeur Carwyn Jones si bien qu’il ne fait l’objet d’aucune altération au cours des IIIe et IVe législatures,,,.
Le 19 mai 2016, le premier ministre Carwyn Jones attribue aux membres supérieurs de son troisième gouvernement la qualité de secrétaire de cabinet (Cabinet Secretary en anglais) plutôt que celle de ministre, désormais réservée aux membres inférieurs dans la hiérarchie ministérielle. Ainsi, le titre de la fonction devient celui de secrétaire de cabinet à la Santé, au Bien-être et au Sport (Cabinet Secretary for Health, Well-being and Sport en anglais) à la faveur d’une réorganisation des portefeuilles du gouvernement. Toutefois, son successeur Mark Drakeford ne reproduit pas ces changements de qualités et restaure la fonction de ministre de la Santé et des Services sociaux dans son gouvernement le 13 décembre 2018,.
Depuis le 23 février 2000, la fonction dispose d’un poste délégué tenu successivement par un vice-secrétaire (2000), un vice-ministre (2000-2016), un ministre (2016-2018) et un vice-ministre (depuis 2018). Ayant varié au gré des changements ministériels, les portefeuilles qui leur sont attribués recoupent différentes thématiques suivant les périodes :
- celles du poste de plein exercice en 2000, entre 2003 et 2007 et depuis 2018[α],[4],[5],[9],[10] ;
- celle de la santé entre 2000 et 2003 et entre 2014 et 2016[11],[12] ;
- celle des services sociaux entre 2007 et 2011 et entre 2013 et 2014[6],[7],[13] ;
- celle des enfants et celle des services sociaux entre 2011 et 2013 et entre 2017 et 2018[14],[15] ;
- et celle des services sociaux et celle de la santé publique entre 2016 et 2017[8].

### Évolution de l’intitulé de la fonction

#### Poste de plein exercice
| Intitulé | Période     | Cabinet ou gouvernement |
| --- | ----------- | ----------------------- |
| Secrétaire à la Santé et aux Services sociaux Secretary for Health and Social Services                        | 1999-2000   | Michael                 |
| Secrétaire à la Santé et aux Services sociaux Secretary for Health and Social Services                        | 1999-2000   | Morgan (1)              |
| Ministre de la Santé et des Services sociaux Minister for Health and Social Services                          | 2000-2003   | Morgan (2)              |
| Ministre de la Santé et de la Protection sociale Minister for Health and Social Care                          | 2003-2007   | Morgan (3)              |
| Ministre de la Santé et des Services sociaux Minister for Health and Social Services                          | 2007-2016   | Morgan (1)              |
| Ministre de la Santé et des Services sociaux Minister for Health and Social Services                          | 2007-2016   | Morgan (2)              |
| Ministre de la Santé et des Services sociaux Minister for Health and Social Services                          | 2007-2016   | Jones (1)               |
| Ministre de la Santé et des Services sociaux Minister for Health and Social Services                          | 2007-2016   | Jones (2)               |
| Secrétaire de cabinet à la Santé, au Bien-être et au Sport Cabinet Secretary for Health, Well-being and Sport | 2016-2018   | Jones (3)               |
| Ministre de la Santé et des Services sociaux Minister for Health and Social Services                          | 2018-2021   | Drakeford (1)           |
| Ministre de la Santé et des Services sociaux Minister for Health and Social Services                          | Depuis 2021 | Drakeford (2)           |

#### Poste délégué principal
| Intitulé                                                                                             | Période     | Cabinet ou gouvernement |
| --- | ----------- | ----------------------- |
| Vice-secrétaire à la Santé et aux Services sociaux Deputy Secretary for Health and Social Services   | 2000        | Morgan (1)              |
| Vice-ministre de la Santé Deputy Minister for Health                                                 | 2000-2003   | Morgan (2)              |
| Vice-ministre de la Santé et de la Protection sociale Deputy Minister for Health and Social Care     | 2003-2007   | Morgan (3)              |
| Vice-ministre de la Santé et des Services sociaux Deputy Minister for Health and Social Services     | 2007        | Morgan (1)              |
| Vice-ministre des Services sociaux Deputy Minister for Social Services                               | 2007-2011   | Morgan (2)              |
| Vice-ministre des Services sociaux Deputy Minister for Social Services                               | 2007-2011   | Jones (1)               |
| Vice-ministre des Enfants et des Services sociaux Deputy Minister for Children and Social Services   | 2011-2013   | Jones (2)               |
| Vice-ministre des Services sociaux Deputy Minister for Social Services                               | 2013-2014   | Jones (2)               |
| Vice-ministre de la Santé Deputy Minister for Health                                                 | 2014-2016   | Jones (2)               |
| Ministre des Services sociaux et de la Santé publique Minister for Social Services and Public Health | 2016-2017   | Jones (3)               |
| Ministre des Enfants et des Services sociaux Minister for Children and Social Services               | 2017-2018   | Jones (3)               |
| Vice-ministre de la Santé et des Services sociaux Deputy Minister for Health and Social Services     | 2018-2021   | Drakeford (1)           |
| Vice-ministre de la Santé et des Services sociaux Deputy Minister for Health and Social Services     | Depuis 2021 | Drakeford (2)           |

#### Poste délégué secondaire
| Intitulé                                                                                          | Période     | Gouvernement  |
| ------------------------------------------------------------------------------------------------- | ----------- | ------------- |
| Vice-ministre de la Santé mentale et du Bien-être Deputy Minister for Mental Health and Wellbeing | Depuis 2021 | Drakeford (2) |

## Rôle
Les fonctions du ministre sont :
- la gestion du système de santé public (NHS Wales ou GIG Cymru) ;
- la gestion des services de santé mentale ;
- la recherche et développement dans la santé et la protection sociale ;
- la gestion de tous les aspects liés à la santé publique et aux services sociaux au pays de Galles ;
- la gestion des activités galloises de la Food Standards Agency.

En tant que ministre gallois, il dispose d’un salaire annuel de 105 701 £ pour l’année 2020-2021.

## Liste des titulaires

### Poste de plein exercice
| Identité         | Groupe                                                       | Groupe             | Période | Chef de cabinet ou de gouvernement | Qualité                                                                                               |
| ---------------- | ------------------------------------------------------------ | ------------------ | --- | ---------------------------------- | --- |
| Jane Hutt        |                                                              | Parti travailliste | 12 mai 1999 — 10 janvier 2005 (5 ans, 7 mois et 29 jours)                                                    | Alun Michael                       | Membre de l’Assemblée puis du Senedd (depuis 1999), élue dans la circonscription de Vale of Glamorgan |
| Jane Hutt        | Rhodri Morgan                                                | Parti travailliste | 12 mai 1999 — 10 janvier 2005 (5 ans, 7 mois et 29 jours)                                                    |                                    | Membre de l’Assemblée puis du Senedd (depuis 1999), élue dans la circonscription de Vale of Glamorgan |
| Brian Gibbons    | 10 janvier 2005 — 25 mai 2007 (2 ans, 4 mois et 15 jours)    | Parti travailliste | Membre de l’Assemblée (1999-2011), élu dans la circonscription d’Aberavon                                    |                                    | |
| Edwina Hart      | 31 mai 2007 — 11 mai 2011 (3 ans, 11 mois et 10 jours)       | Parti travailliste | Membre de l’Assemblée (1999-2016), élue dans la circonscription de Gower                                     |                                    | |
| Edwina Hart      | 31 mai 2007 — 11 mai 2011 (3 ans, 11 mois et 10 jours)       | Parti travailliste | Membre de l’Assemblée (1999-2016), élue dans la circonscription de Gower                                     | Carwyn Jones                       | |
| Lesley Griffiths | 13 mai 2011 — 13 mars 2013 (1 an et 10 mois)                 | Parti travailliste | Membre de l’Assemblée puis du Senedd (depuis 2007), élue dans la circonscription de Wrexham                  |                                    | |
| Mark Drakeford   | 13 mars 2013 — 18 mai 2016 (3 ans, 2 mois et 5 jours)        | Parti travailliste | Membre de l’Assemblée puis du Senedd (depuis 2011), élu dans la circonscription de Cardiff West              |                                    | |
| Vaughan Gething  | 19 mai 2016 — 12 mai 2021 (4 ans, 11 mois et 23 jours)       | Parti travailliste | Membre de l’Assemblée puis du Senedd (depuis 2011), élu dans la circonscription de Cardiff South and Penarth |                                    | |
| Vaughan Gething  | 19 mai 2016 — 12 mai 2021 (4 ans, 11 mois et 23 jours)       | Parti travailliste | Membre de l’Assemblée puis du Senedd (depuis 2011), élu dans la circonscription de Cardiff South and Penarth | Mark Drakeford                     | |
| Eluned Morgan    | En fonction depuis le 13 mai 2021 (3 ans, 10 mois et 1 jour) | Parti travailliste | Membre de l’Assemblée puis du Senedd (depuis 2016), élue dans la région électorale de Mid and West Wales     |                                    | |

Galerie des titulaires du poste
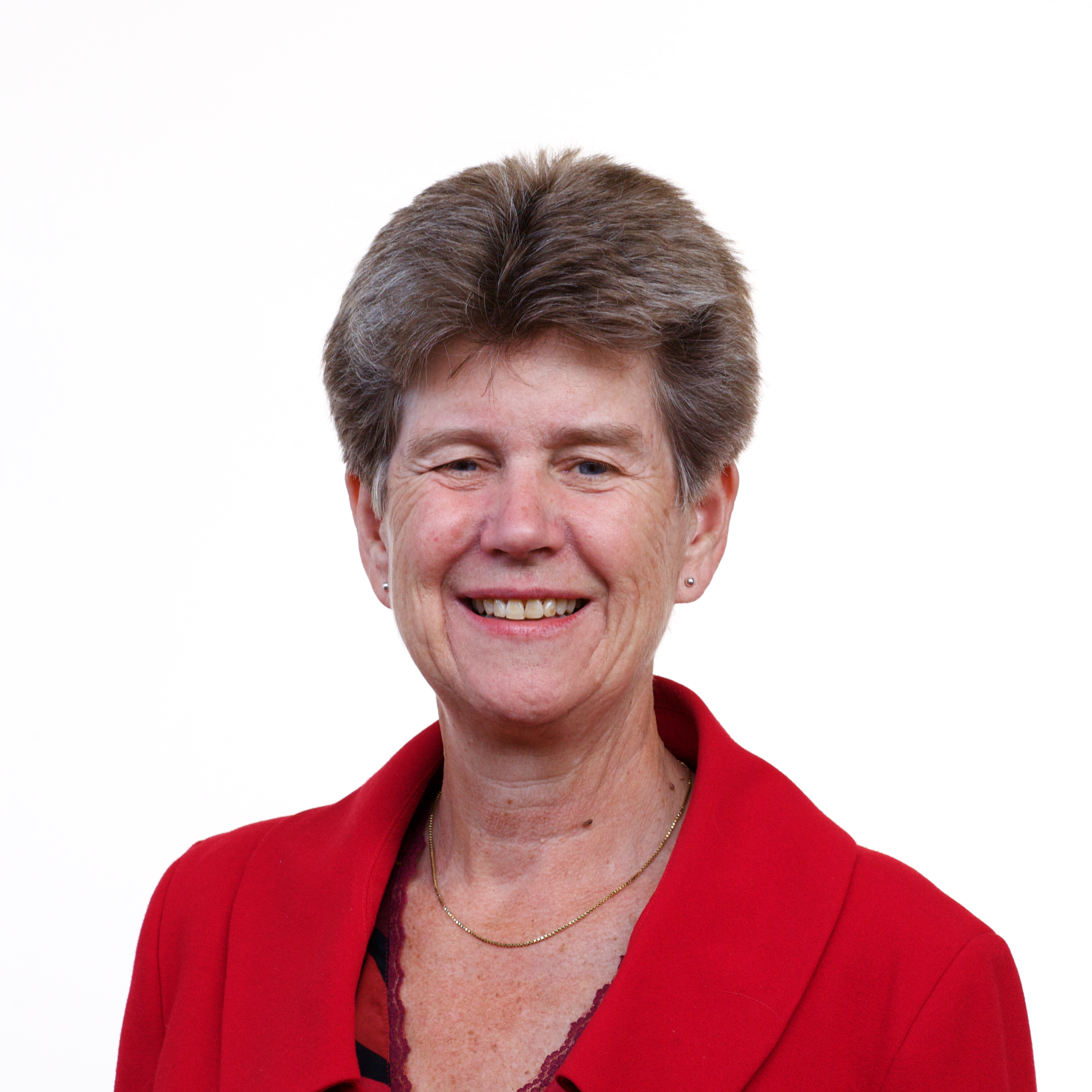
Jane Hutt (1999-2005)
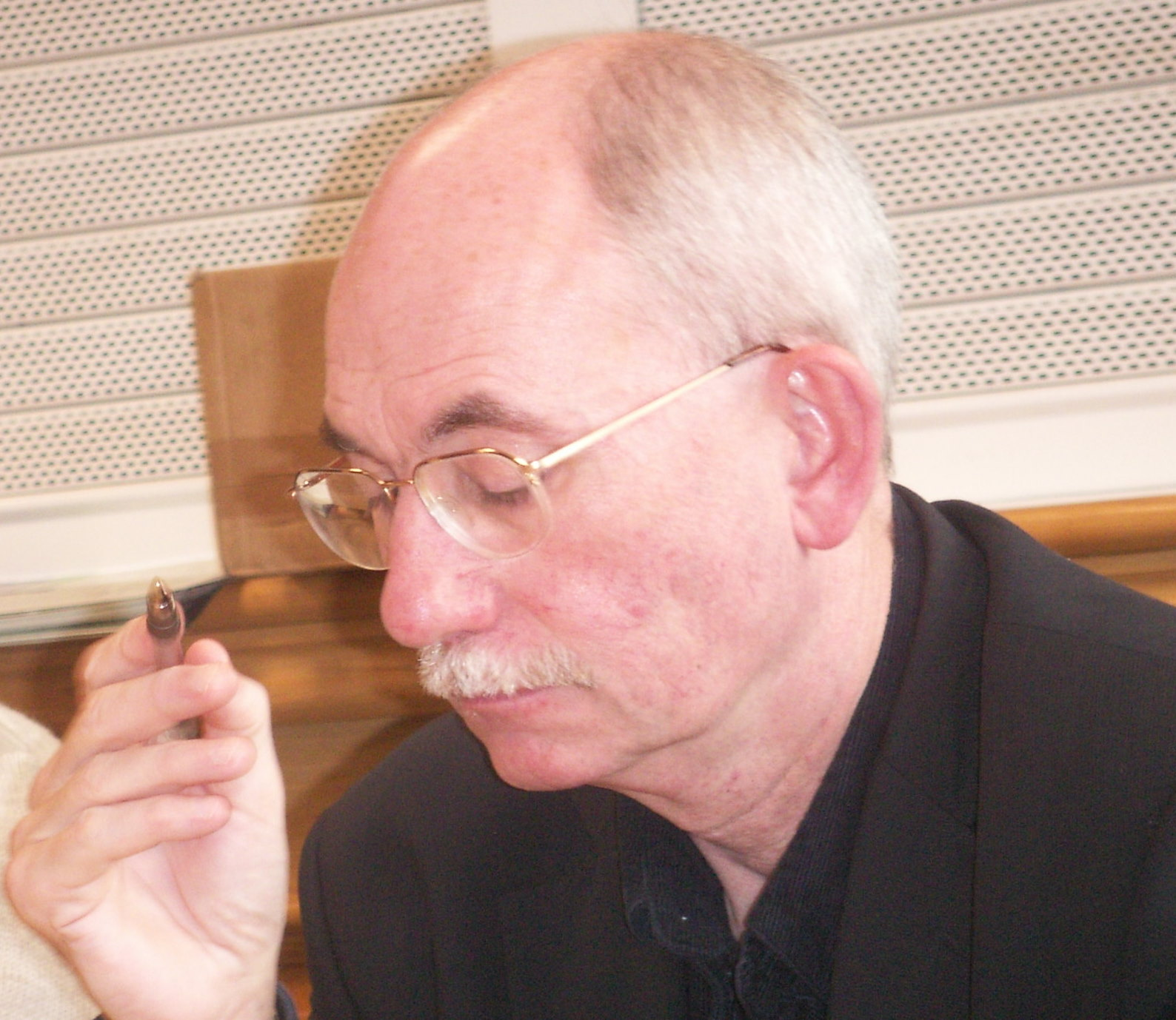
Brian Gibbons (2005-2007)
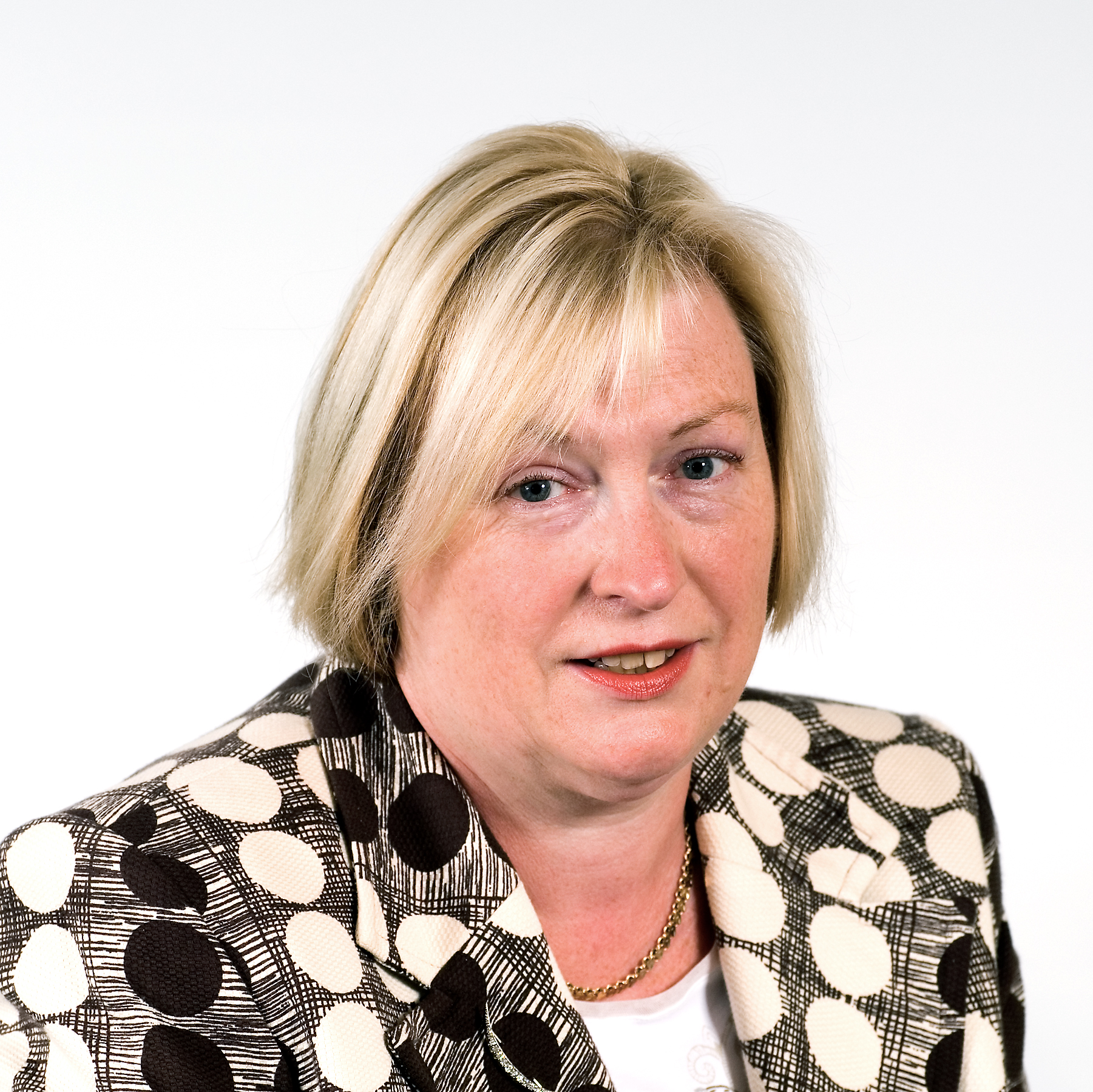
Edwina Hart (2007-2011)
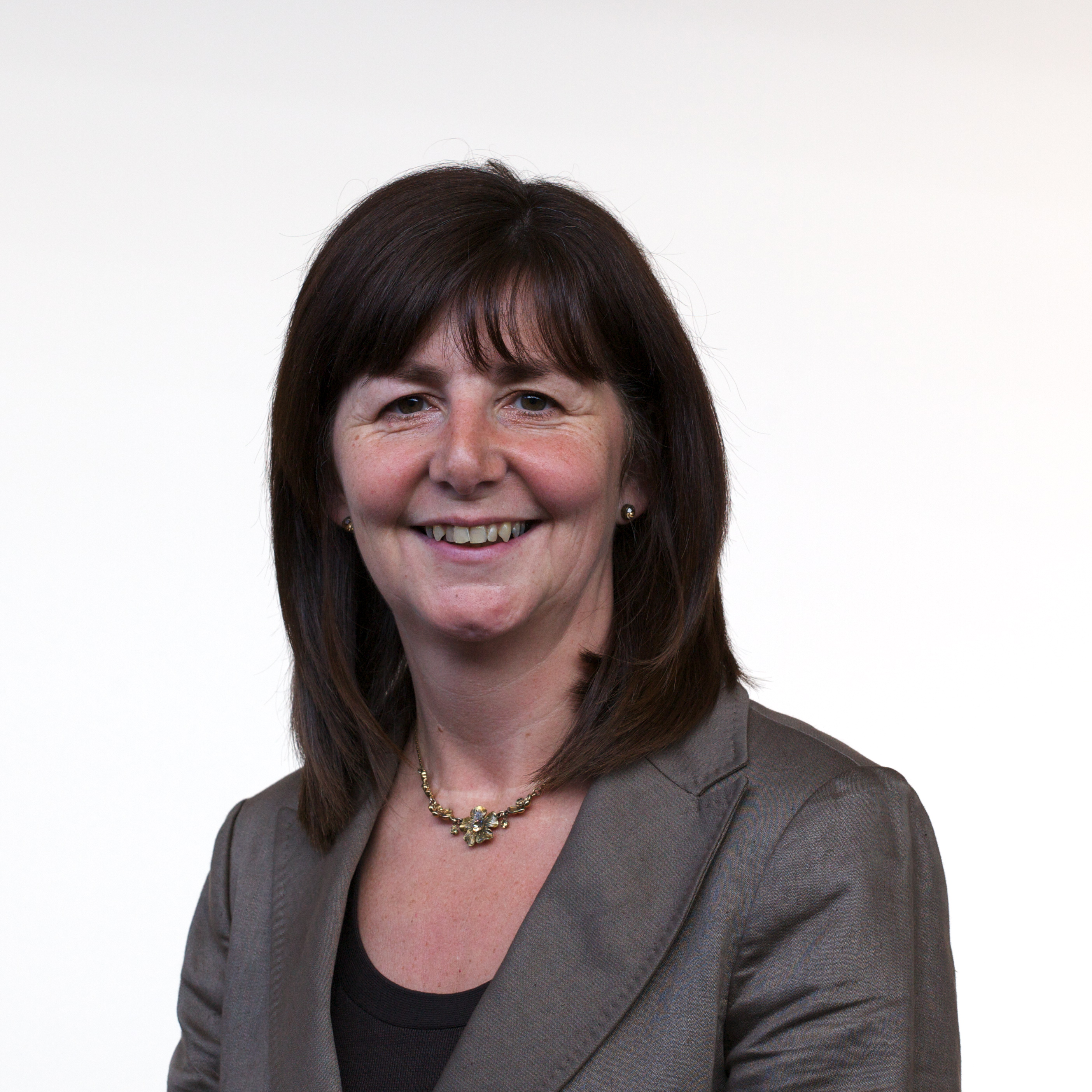
Lesley Griffiths (2011-2013)
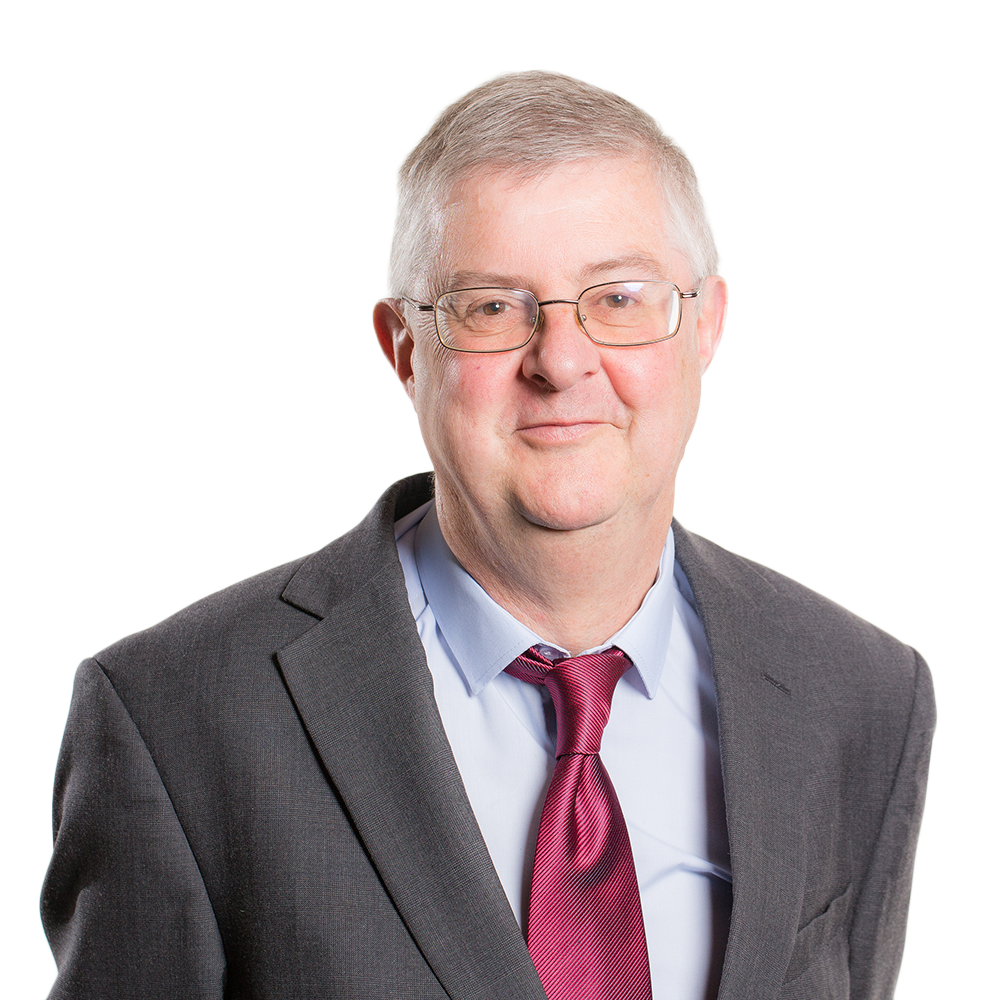
Mark Drakeford (2013-2016)
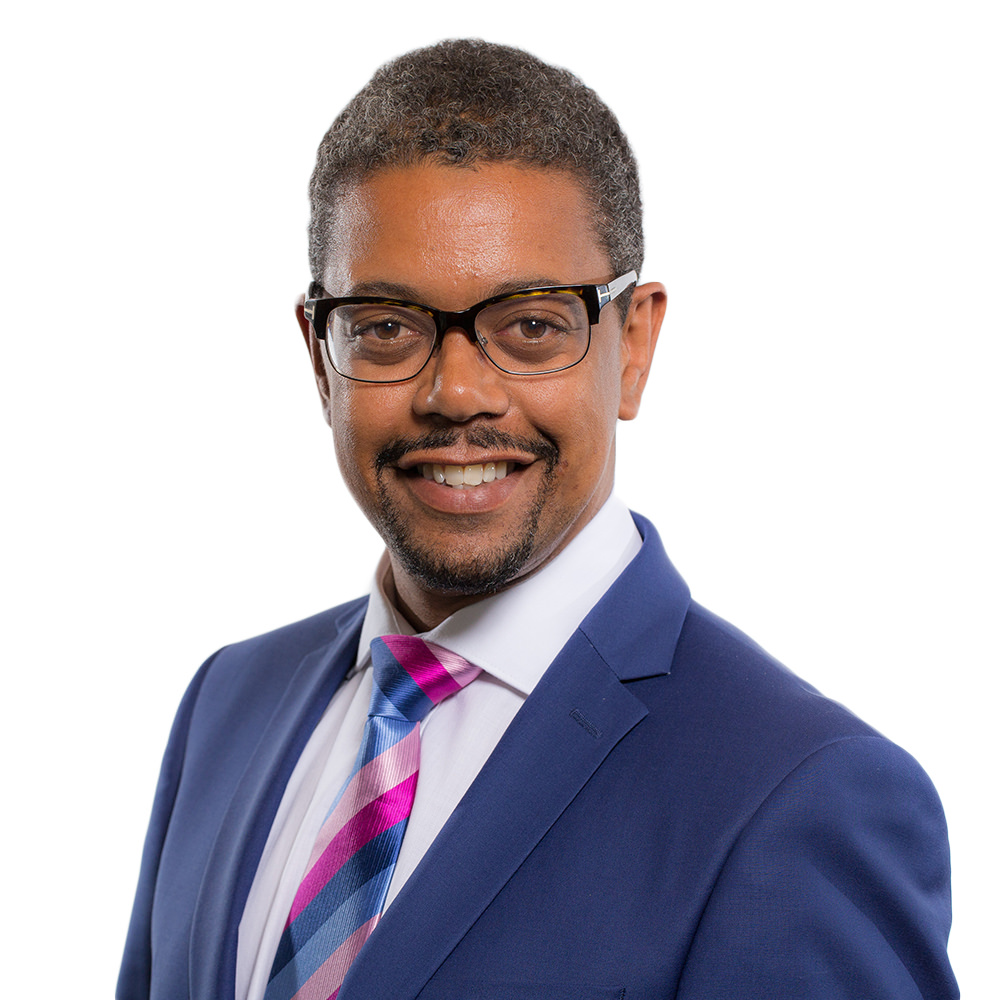
Vaughan Gething (2016-2021)
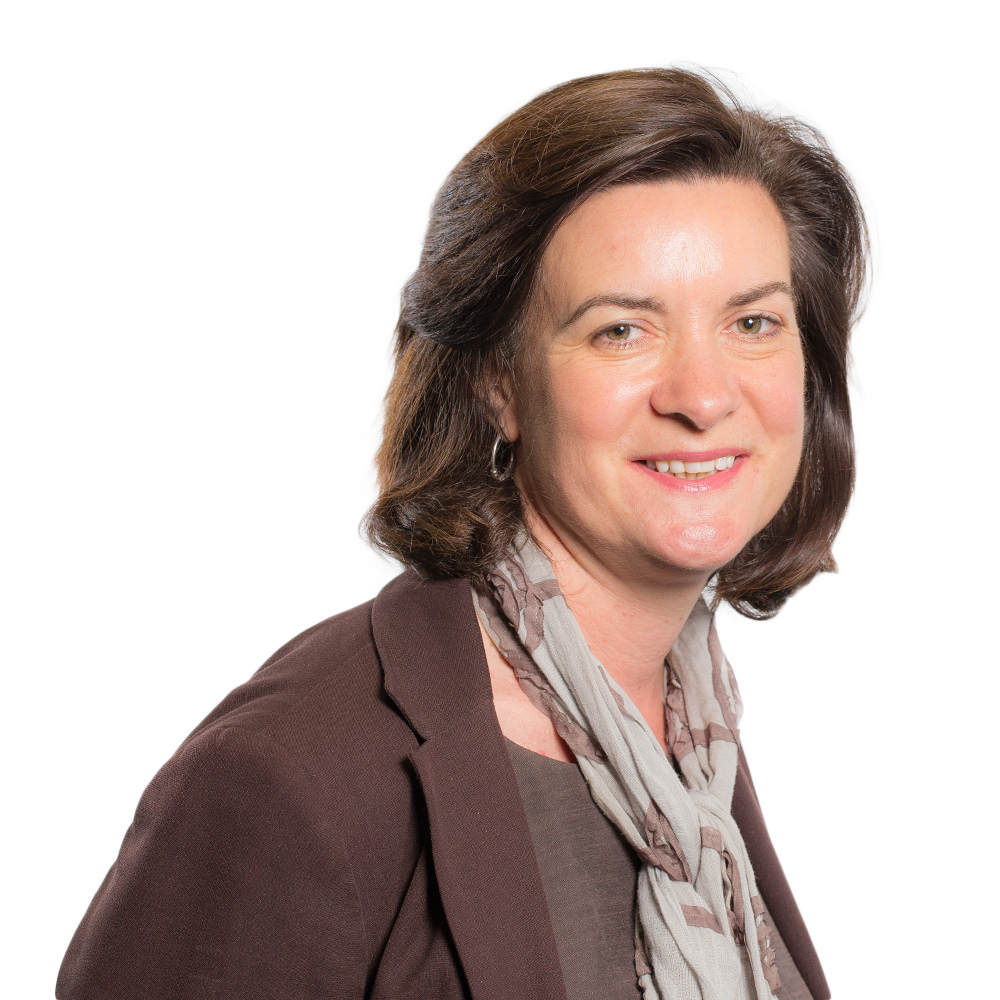
Eluned Morgan (depuis 2021)

### Poste délégué principal
| Identité           | Groupe                                                           | Groupe             | Période | Tutelle                                                                                   | Chef de cabinet ou de gouvernement                                                                | Qualité                                                                      |
| ------------------ | ---------------------------------------------------------------- | ------------------ | --- | ----------------------------------------------------------------------------------------- | ------------------------------------------------------------------------------------------------- | ---------------------------------------------------------------------------- |
| Alun Pugh          |                                                                  | Parti travailliste | 23 février — 17 octobre 2000 (7 mois et 24 jours)                                                            | Jane Hutt                                                                                 | Rhodri Morgan                                                                                     | Membre de l’Assemblée (1999-2007), élu dans la circonscription de Clwyd West |
| Brian Gibbons      | 17 octobre 2000 — 8 mai 2003 (2 ans, 6 mois et 21 jours)         | Parti travailliste | Membre de l’Assemblée (1999-2011), élu dans la circonscription d’Aberavon                                    | Jane Hutt                                                                                 | Rhodri Morgan                                                                                     |                                                                              |
| John Griffiths     | 13 mai 2003 — 25 mai 2007 (4 ans et 12 jours)                    | Parti travailliste | Membre de l’Assemblée puis du Senedd (depuis 1999), élu dans la circonscription de Newport East              | Jane Hutt                                                                                 | Rhodri Morgan                                                                                     |                                                                              |
| John Griffiths     | 13 mai 2003 — 25 mai 2007 (4 ans et 12 jours)                    | Parti travailliste | Membre de l’Assemblée puis du Senedd (depuis 1999), élu dans la circonscription de Newport East              | Brian Gibbons                                                                             | Rhodri Morgan                                                                                     |                                                                              |
| Gwenda Thomas      | 31 mai 2007 — 11 septembre 2014 (7 ans, 3 mois et 11 jours)      | Parti travailliste | Edwina Hart                                                                                                  | Membre de l’Assemblée (1999-2016), élue dans la circonscription de Neath                  | Rhodri Morgan                                                                                     |                                                                              |
| Gwenda Thomas      | 31 mai 2007 — 11 septembre 2014 (7 ans, 3 mois et 11 jours)      | Parti travailliste | Edwina Hart                                                                                                  | Membre de l’Assemblée (1999-2016), élue dans la circonscription de Neath                  | Carwyn Jones                                                                                      |                                                                              |
| Gwenda Thomas      | 31 mai 2007 — 11 septembre 2014 (7 ans, 3 mois et 11 jours)      | Parti travailliste | Lesley Griffiths                                                                                             | Membre de l’Assemblée (1999-2016), élue dans la circonscription de Neath                  |                                                                                                   |                                                                              |
| Gwenda Thomas      | 31 mai 2007 — 11 septembre 2014 (7 ans, 3 mois et 11 jours)      | Parti travailliste | Mark Drakeford                                                                                               | Membre de l’Assemblée (1999-2016), élue dans la circonscription de Neath                  |                                                                                                   |                                                                              |
| Vaughan Gething    | 11 septembre 2014 — 18 mai 2016 (1 an, 8 mois et 7 jours)        | Parti travailliste | Membre de l’Assemblée puis du Senedd (depuis 2011), élu dans la circonscription de Cardiff South and Penarth |                                                                                           |                                                                                                   |                                                                              |
| Rebecca Evans      | 19 mai 2016 — 3 novembre 2017 (1 an, 5 mois et 15 jours)         | Parti travailliste | Vaughan Gething                                                                                              | Membre de l’Assemblée puis du Senedd (depuis 2016), élue dans la circonscription de Gower |                                                                                                   |                                                                              |
| Huw Irranca-Davies | 3 novembre 2017 — 12 décembre 2018 (1 an, 1 mois et 9 jours)     | Parti travailliste | Vaughan Gething                                                                                              | Membre de l’Assemblée puis du Senedd (depuis 2016), élu dans la circonscription d’Ogmore  |                                                                                                   |                                                                              |
| Julie Morgan       | En fonction depuis le 13 décembre 2018 (6 ans, 3 mois et 1 jour) | Parti travailliste | Vaughan Gething                                                                                              | Mark Drakeford                                                                            | Membre de l’Assemblée puis du Senedd (depuis 2016), élue dans la circonscription de Cardiff North |                                                                              |
| Julie Morgan       | En fonction depuis le 13 décembre 2018 (6 ans, 3 mois et 1 jour) | Parti travailliste | Eluned Morgan                                                                                                | Mark Drakeford                                                                            | Membre de l’Assemblée puis du Senedd (depuis 2016), élue dans la circonscription de Cardiff North |                                                                              |

Galerie des titulaires du poste
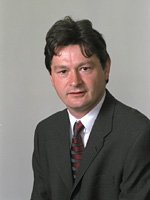
Alun Pugh (2000)
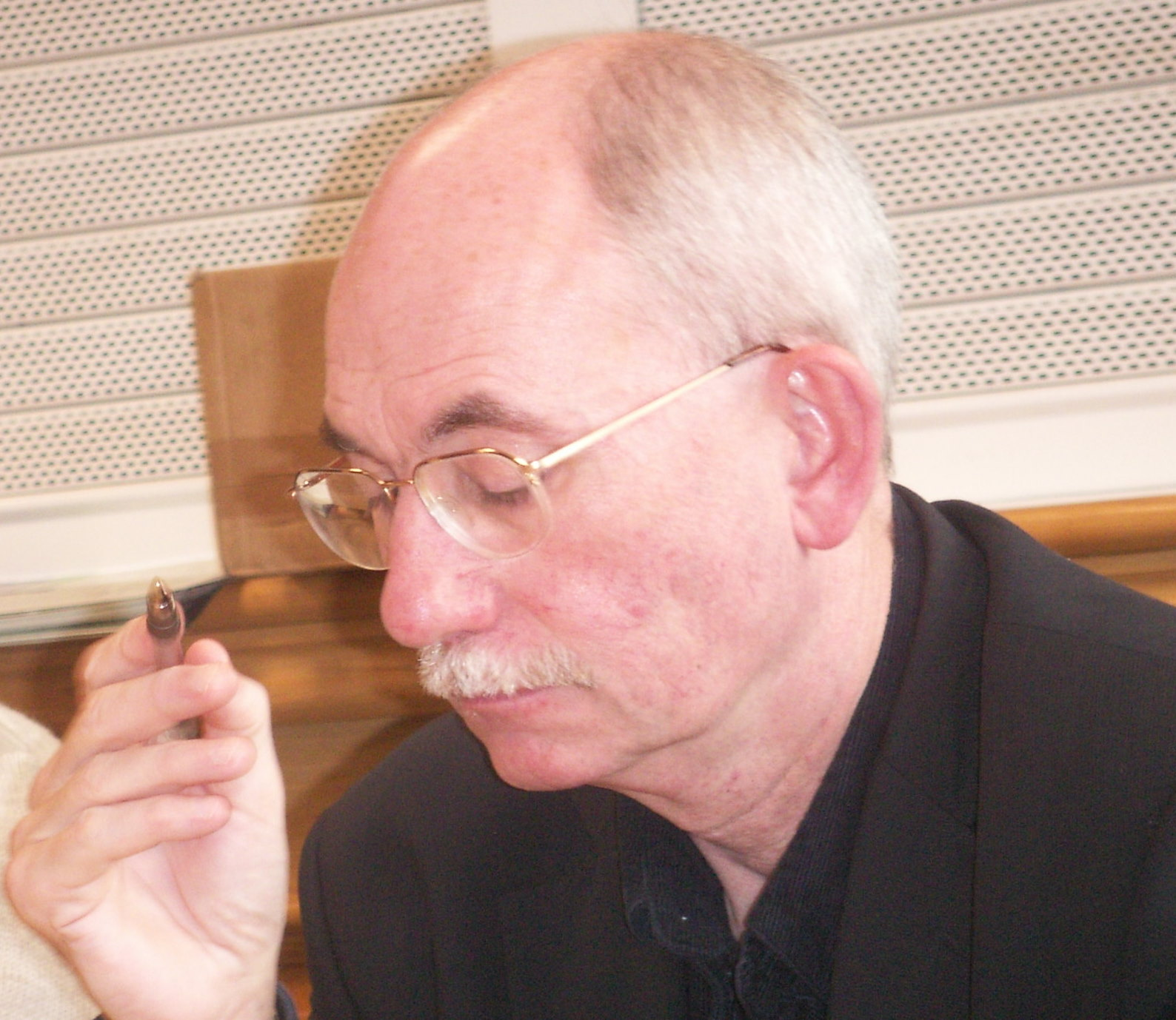
Brian Gibbons (2000-2003)
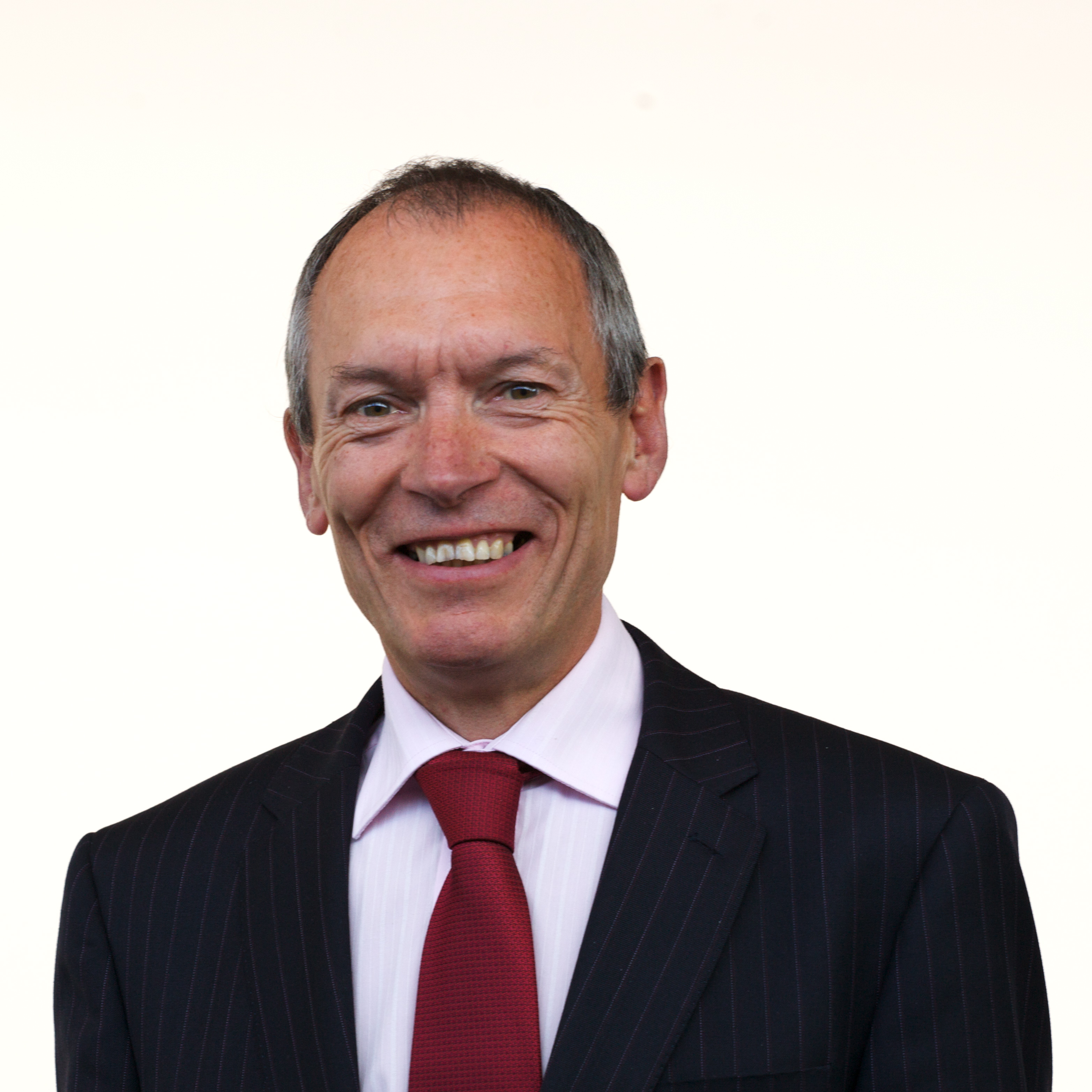
John Griffiths (2003-2007)
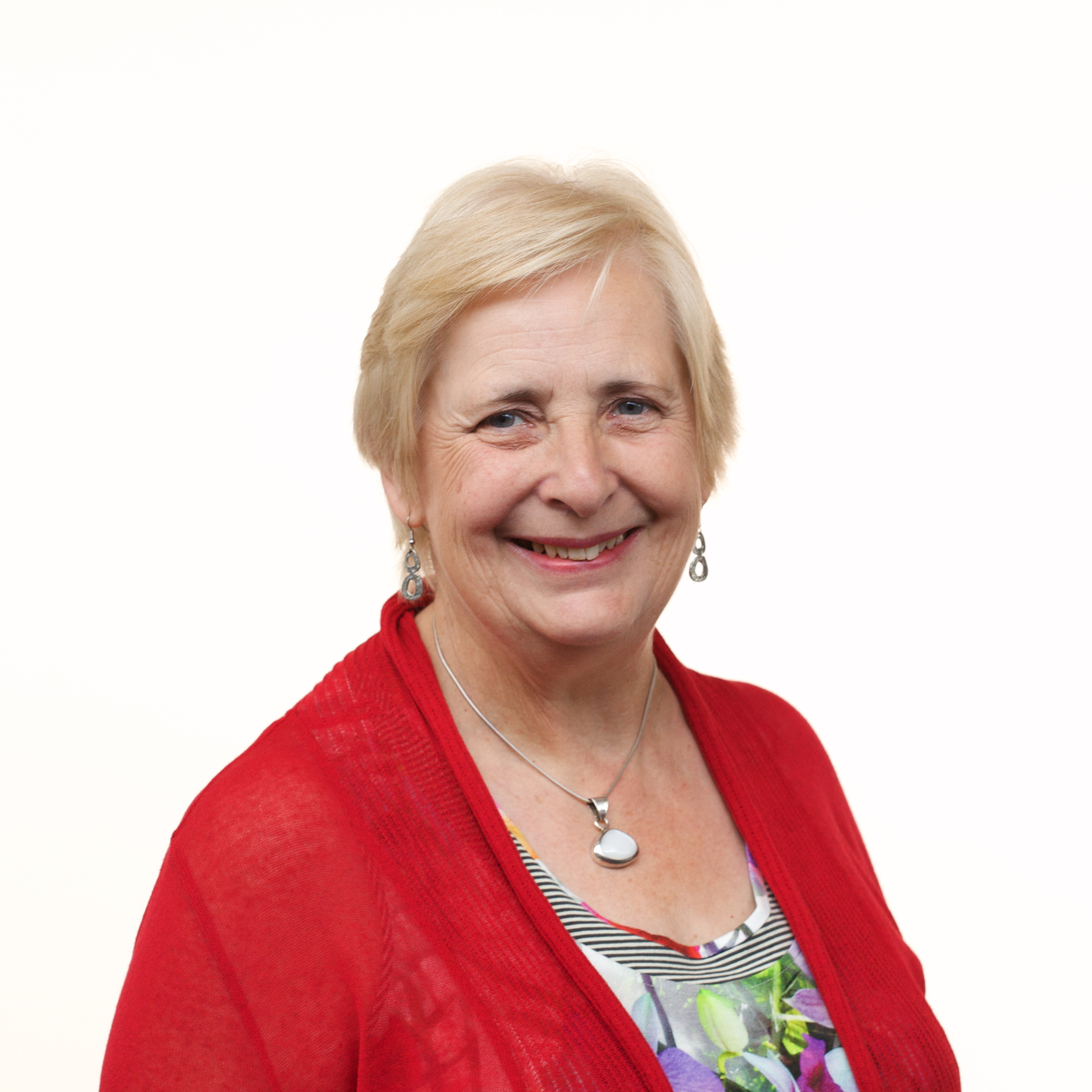
Gwenda Thomas (2007-2014)
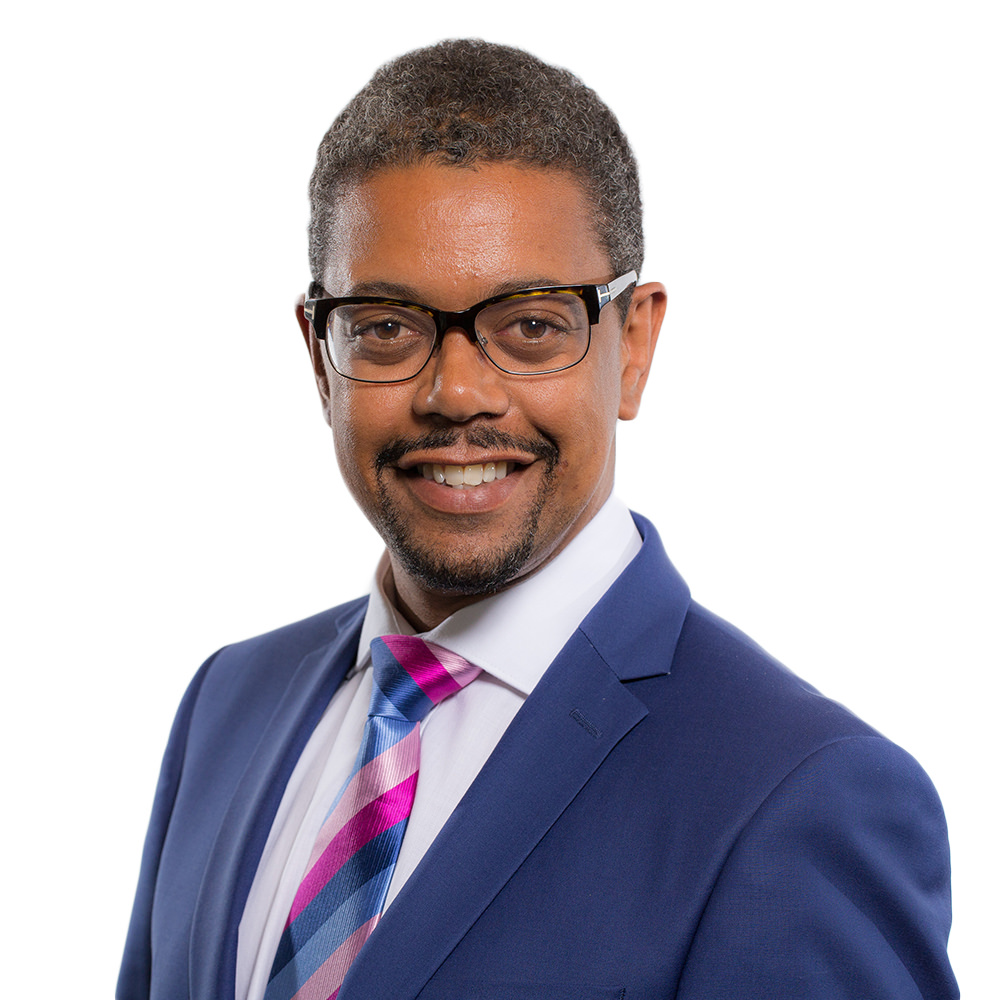
Vaughan Gething (2014-2016)
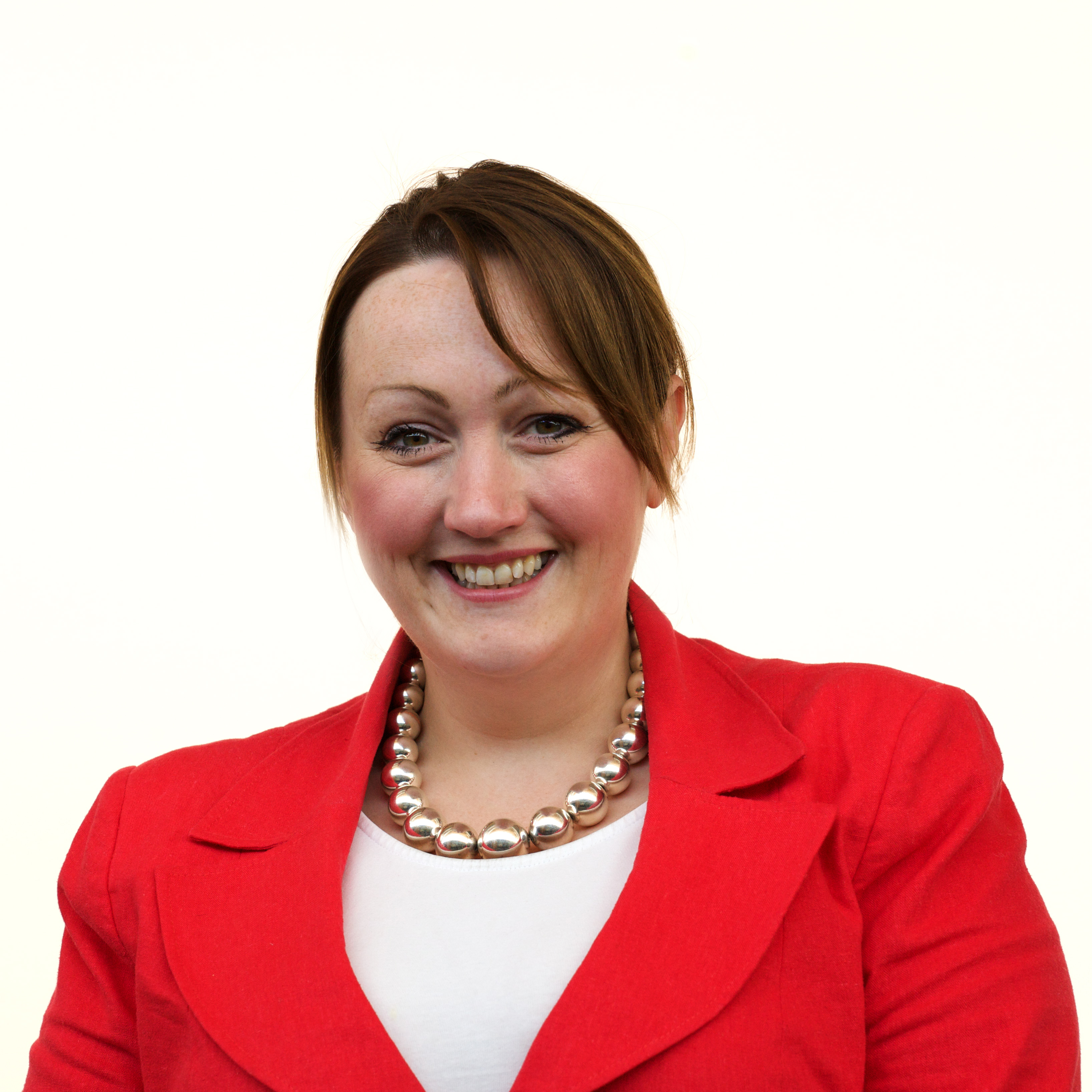
Rebecca Evans (2016-2017)
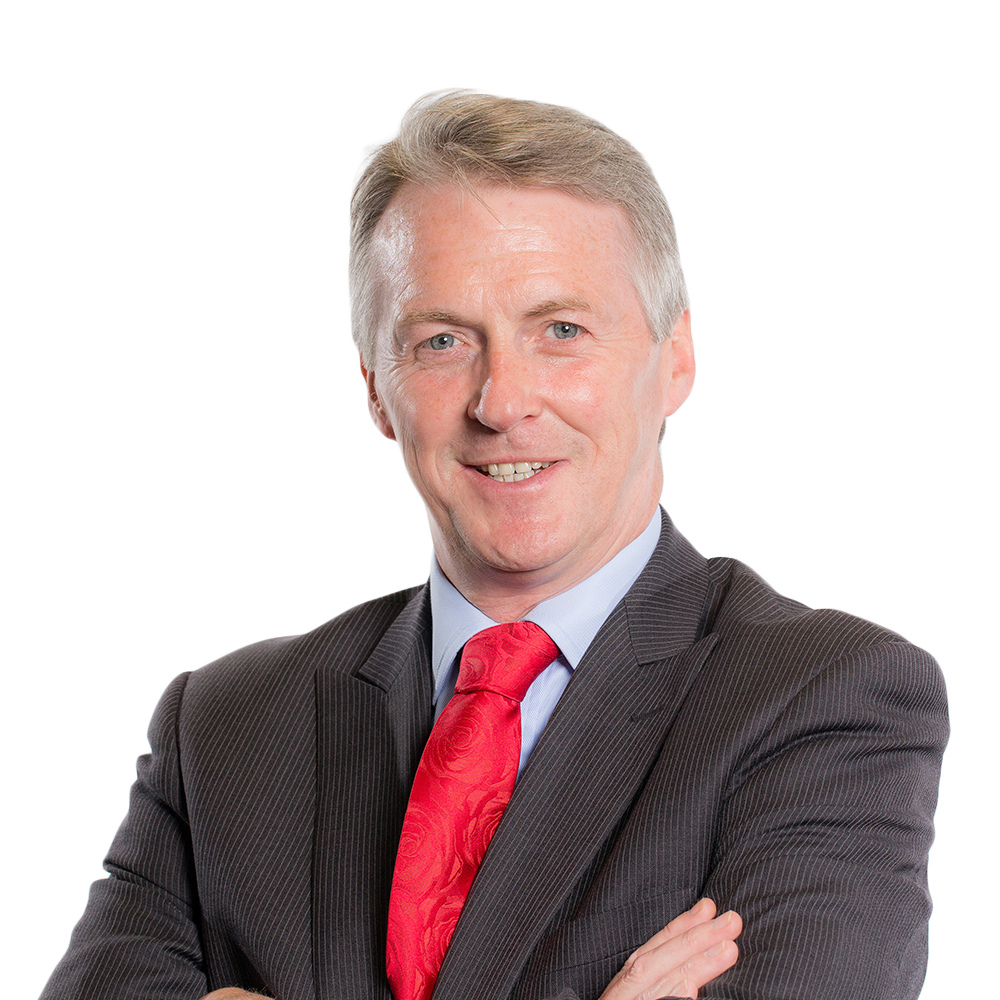
Huw Irranca-Davies (2017-2018)
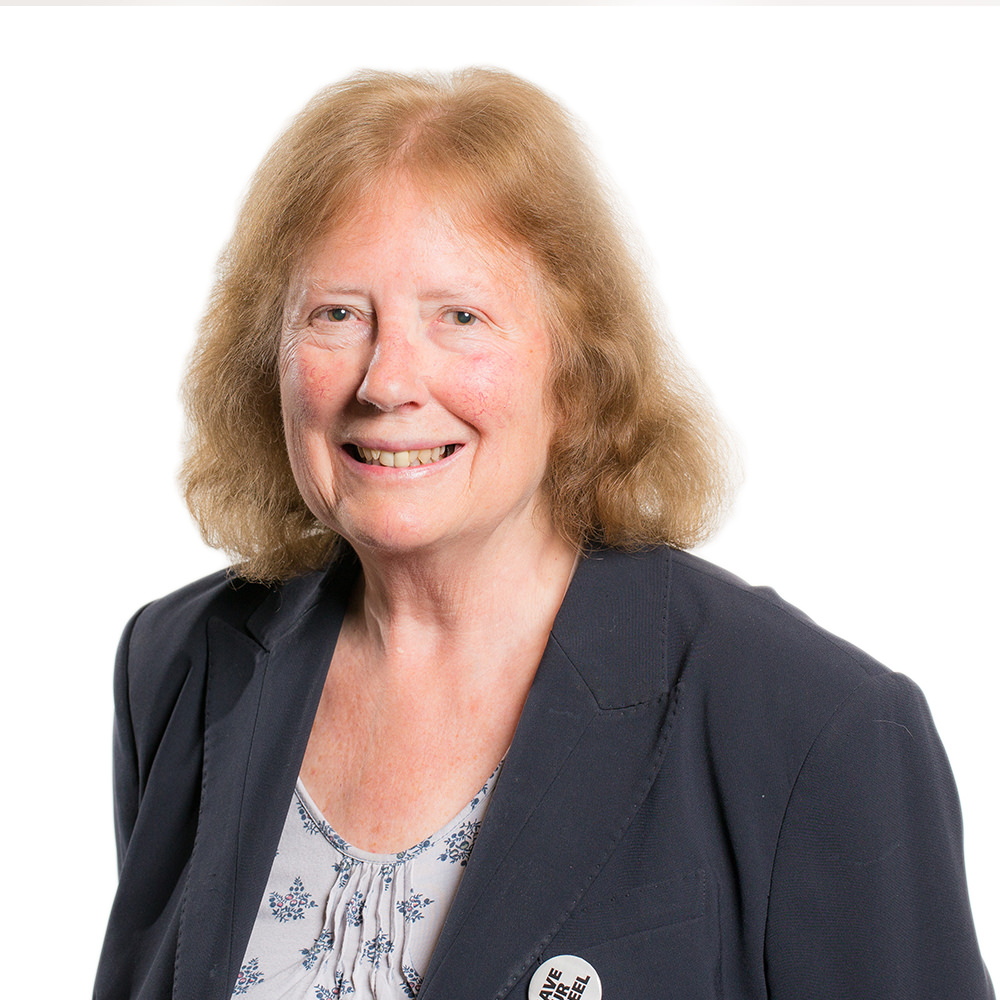
Julie Morgan (depuis 2018)

### Poste délégué secondaire
| Identité     | Groupe | Groupe             | Période                                                      | Tutelle       | Chef de gouvernement | Qualité                                                                                     |
| ------------ | ------ | ------------------ | ------------------------------------------------------------ | ------------- | -------------------- | ------------------------------------------------------------------------------------------- |
| Lynne Neagle |        | Parti travailliste | En fonction depuis le 13 mai 2021 (3 ans, 10 mois et 1 jour) | Eluned Morgan | Mark Drakeford       | Membre de l’Assemblée puis du Senedd (depuis 1999), élue dans la circonscription de Torfaen |

Galerie de la titulaire du poste
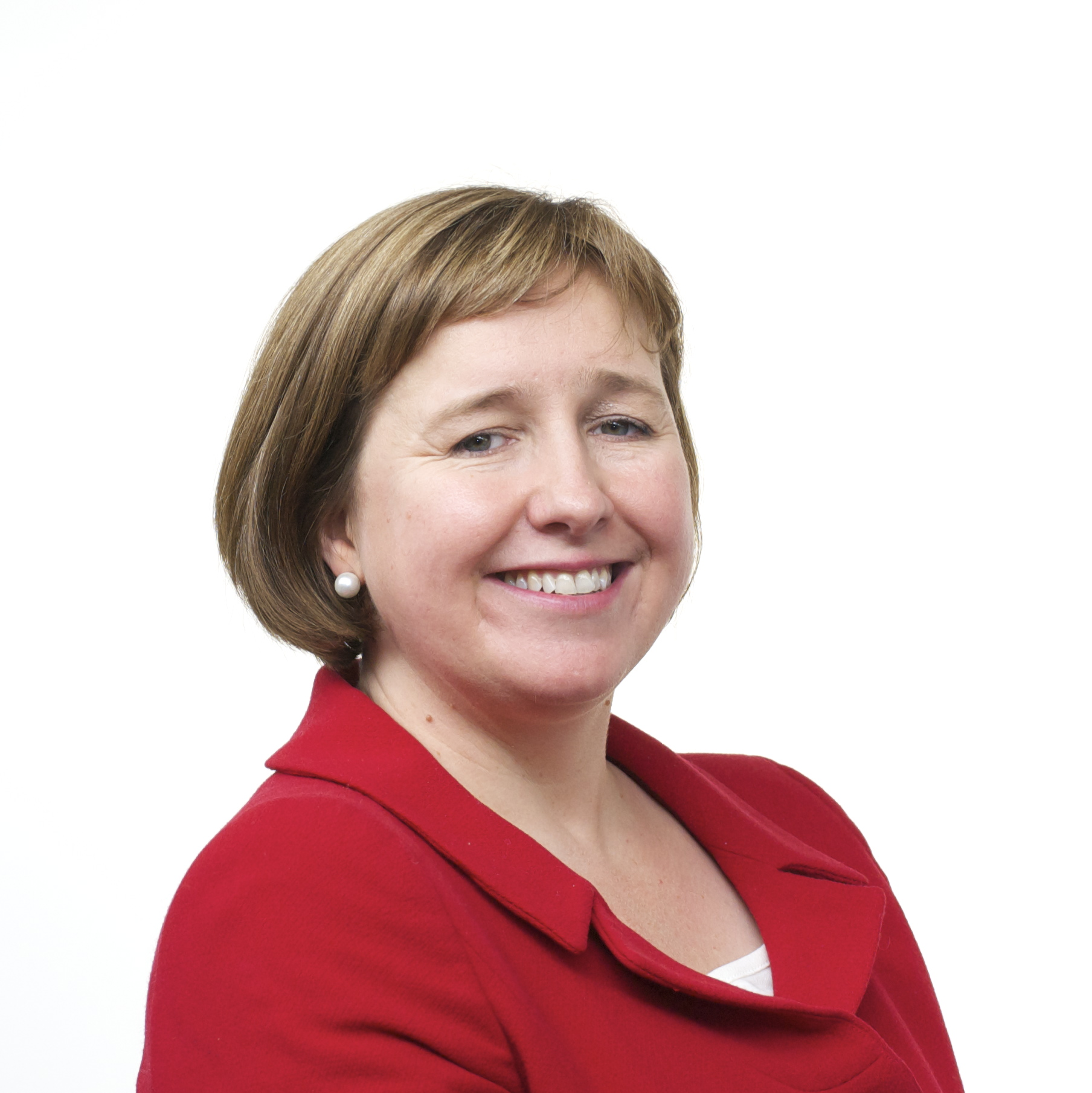
Lynne Neagle (depuis 2021)